# La Angostura, Pánuco
La Angostura är en ort i Mexiko.   Den ligger i kommunen Pánuco och delstaten Veracruz, i den östra delen av landet, 300 km norr om huvudstaden Mexico City. La Angostura ligger 6 meter över havet och antalet invånare är 235.
Terrängen runt La Angostura är platt. Havet är nära La Angostura åt nordost. Runt La Angostura är det ganska glesbefolkat, med 32 invånare per kvadratkilometer. Närmaste större samhälle är Calentadores, 14,9 km söder om La Angostura. Trakten runt La Angostura består till största delen av jordbruksmark.